# Brassica oleracea var. gongylodes
El colirrábano, col rábano, o colinabo (Brassica oleracea var. gongylodes L., o Brassica oleracea Grupo Gongylodes), es una planta de la familia de las crucíferas. Denominada en el norte de Europa muy frecuentemente como kohlrabi (del alemán "kohl" + "rabí"). Es una variedad de col. Debido a la hinchazón que posee su carne, de forma casi esférica (jocosamente comparada con el Sputnik por su similitud en la forma). 
El kohlrabi (colirrábano) fue creado por selección artificial para ser una planta de crecimiento de tipo meristema, su origen es un cruce de la planta salvaje de la col silvestre (Brassica oleracea) y el rábano blanco salvaje (Raphanus sativus)[cita requerida].

## Etimología
El nombre kohlrabi proviene del alemán por una parte Kohl ("col") y por otra Rübe ~ Rabi (variante suizo-alemana) ("nabo"), debido a que el tallo hinchado se asemeja a este último.
Su nombre de grupo, Gongylodes (o gongylodes en minúscula y cursiva o gongyloides como nombre de variedad), significa "redondeado" en griego, de gongýlos (γογγύλος, 'redondo').

## Características
La parte comestible de la planta es una especie de bulbo (en realidad es una especie de tallo inmaduro engrosado, la versión madura es de textura madera) en forma esférica con los troncos saliendo de forma ostensible, el tamaño de la parte comestible suele ser de 5 cm de diámetro, aunque es variable, pudiendo llegar diámetros más grandes, denominados Superschmelz/gigante (todas ellas suelen tener calidad para ser comestible). El color puede oscilar desde el verde claro (más habitual), hasta el violeta (el color violeta es superficial, en su interior suele tener una carne amarilla). Los tallos suelen llegar a crecer de 3 a 5 dm de largo con una hoja amplia (comestible, pero que a menudo se desecha).
La recolección tiene lugar dos meses después de la plantación, cuando las bolas han alcanzado el tamaño de una manzana pequeña (5-6 cm de diámetro). Debe hacerse a tiempo, de lo contrario el tallo se volverá fibroso o será atacado por parásitos (hormigas) y, por tanto, no apto para el consumo.

### Principales variedades

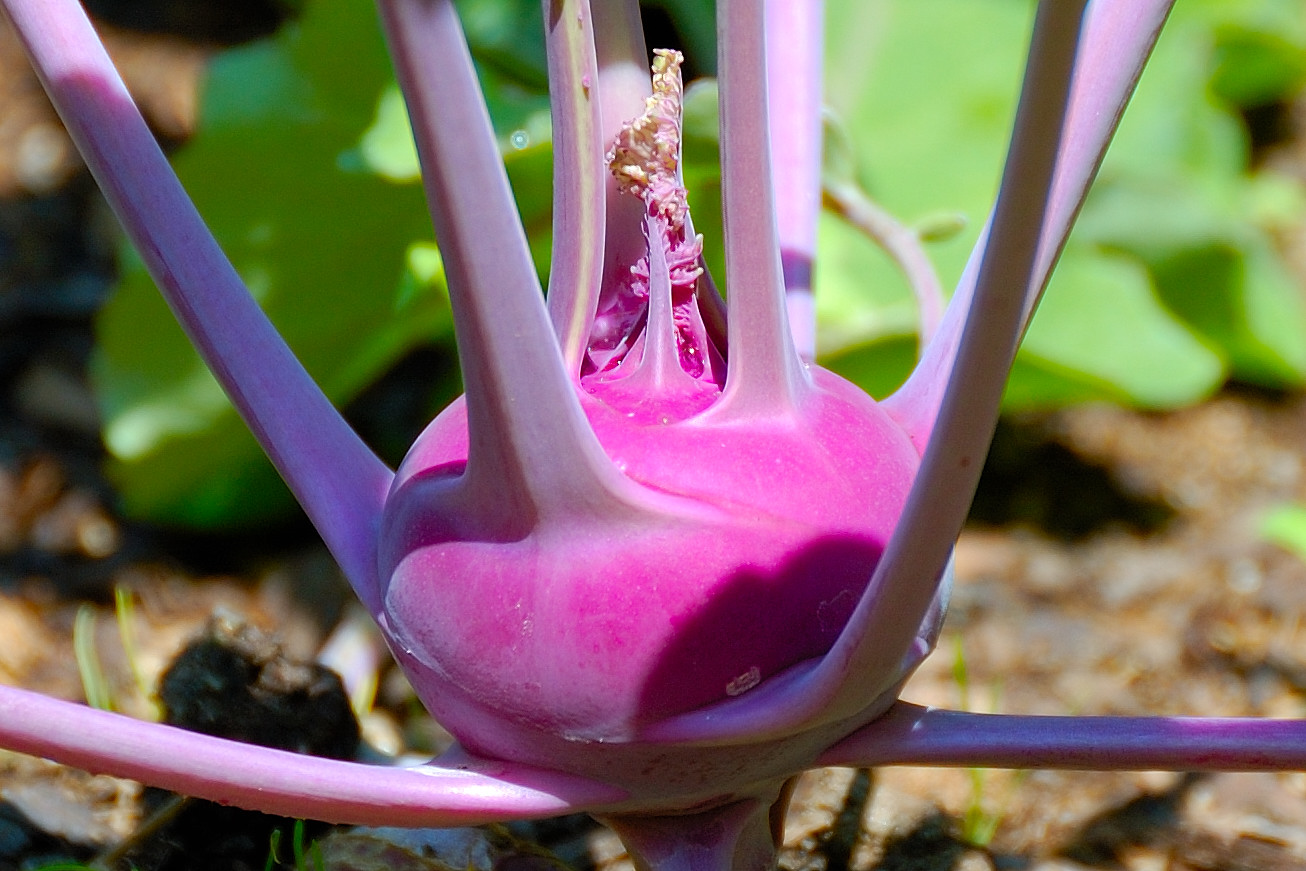
Colirrábano rosa.jpg

- Blanca temprana de Viena
- Blaro
- Goliat
- Lanro
- Superschmelz
- Violeta de Viena temprana

## Historia

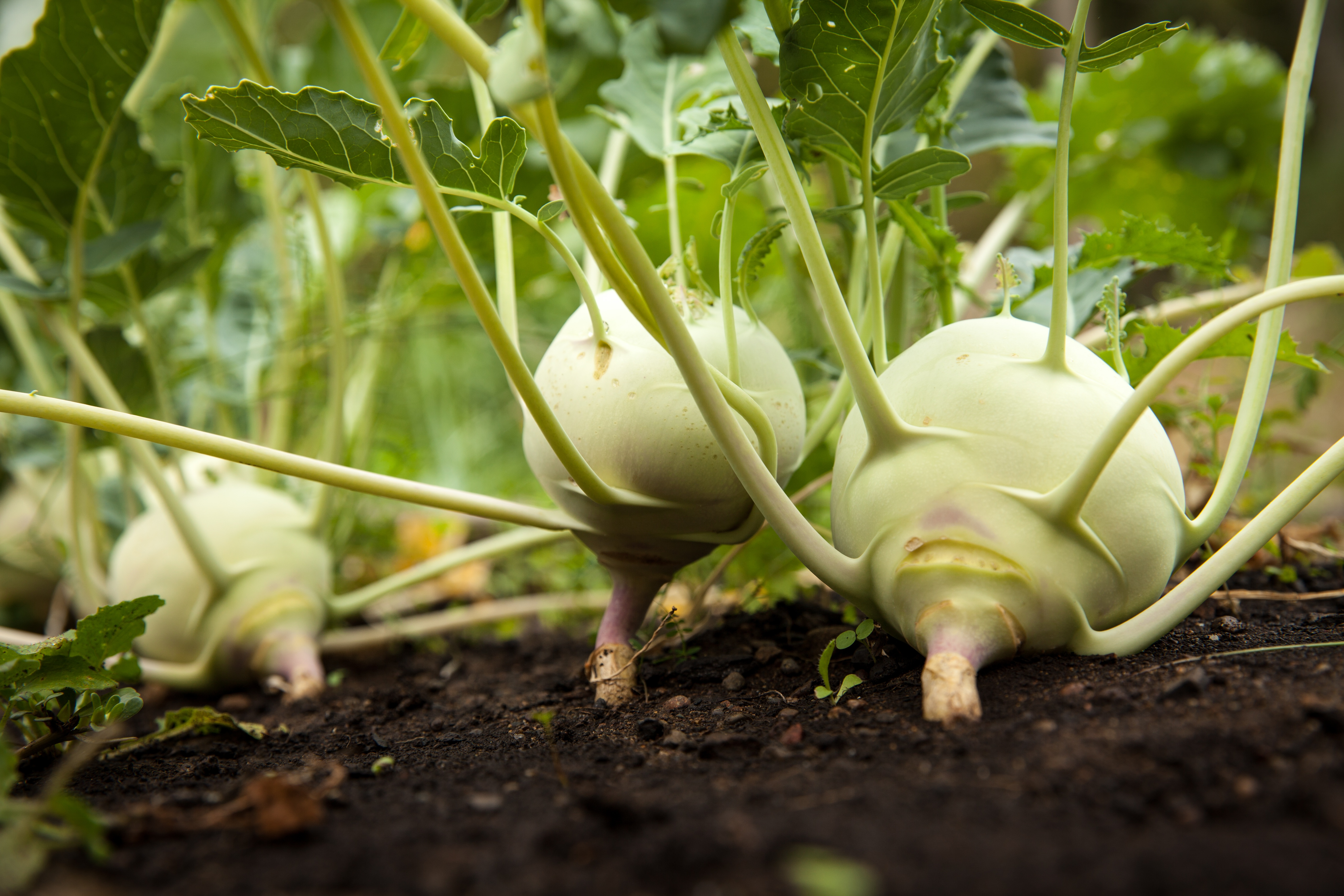
Brassica oleracea var. gongylodes

Se cree que el colirrbano se originó en Europa, particularmente en la región mediterránea. Fue desarrollado mediante la selección de plantas de col silvestre, similar a otros vegetales de Brassica como el kale, la col y el brócoli. La cronología exacta de su domesticación no está clara, pero probablemente data de al menos varios cientos de años.
El primer registro escrito en Europa es del botánico Pietro Andrea Gregorio Mattioli en 1554, quien escribió que había "llegado últimamente a Italia". A finales del siglo XVI, el colirrábano se extendió por el norte de Europa y se cultivaba en Austria, Alemania, Inglaterra, Italia, España, Trípoli y partes del Mediterráneo oriental.

## Contenido nutricional

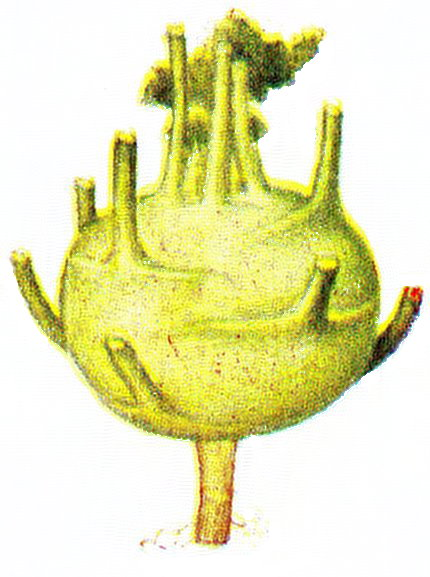
Colirrábano.

El colirrábano se puede comer tanto crudo como cocido (no más de un cuarto de hora). Suele tener un alto contenido de elementos nutritivos como el selenio, vitamina B, ácido fólico, vitamina C, potasio, magnesio y cobre suelen aportar una energía de 24 kcal/100 g.

### Composición por 100 gramos
100 g de sustancia fresca de la parte comestible del tubérculo contienen por término medio «Kohlrabi, raw» (en inglés). US Department of Agriculture. 4/1/2019. Consultado el 7 de junio de 2025.:
- 91,6 g de agua
- 1,9 g de proteínas
- 0,1 g de grasa
- 3,8 g de hidratos de carbono
- 1,4 g de fibra alimentaria

Minerales: 
- potasio 380 mg
- calcio 70 mg
- fósforo 50 mg
- magnesio 45 mg
- hierro  0,9 mg

Vitaminas:
- vitamina C 65 mg
- vitamina A (caroteno), 0,2 mg
- vitamina B1 0,05 mg
- vitamina B2 0,05 mg
- niacina 1,8 mg

El sabor del colirrábano se basa en el contenido de azúcar, ácidos frutales y glucósidos de aceite de mostaza. Los ácidos de la fruta están claramente dominados por el ácido málico y el ácido cítrico.
En comparación con el tubérculo, las hojas de colirrábano tienen aproximadamente el doble de contenido en vitamina C, el contenido en caroteno es 100 veces superior y el contenido en calcio y hierro es 10 veces superior.

## Usos
El principal uso de la planta es culinario, suele encontrarse con relativa facilidad en las verdulerías y en las cocinas de Hungría, Alemania, Austria, Francia, Suiza y de República Checa. Aunque en menor medida puede verse en Países Bajos y Suecia. Sea como sea, por regla general se suele cortar en dados alargados de un centímetro de grosor y es un ingrediente que forma parte de las sopas o de las ensaladas tras haber sido cocido (no más de un cuarto de hora). 
Las hojas son comestibles, crudas en ensaladas, suelen cocerse a veces y servirse como una col.
El colirrábano es una parte importante de la cocina cachemir, donde se llama Mŏnji. Es una de las verduras más cocinadas, junto con la berza (haakh). Se prepara con sus hojas, se sirve con una sopa ligera y se come con arroz.
En Chipre, se espolvorea con sal y limón y se sirve como aperitivo.
El colirrábano es un ingrediente habitual en la cocina vietnamita. También puede encontrarse en el plato nem rán, los salteados y el canh. El colirrábano crudo suele cortarse en rodajas finas para nộm o nước chấm. 
En los Estados Unidos algunas variedades se emplean principalmente como alimento para la ganadería, se suele emplear por ser de las hortalizas de aporte más importante en carbohidratos, llegando a 6,5 g por cada 100 g de Kohlrabi comestible. Existe no obstante en Hamburg Township, Míchigan, la ciudad se ha autodenominado como la "Capital Mundial del Kohlrabi" en la que se celebra anualmente un festival que ha llegado a acoger a 600 personas. A finales del siglo XIX, se recomendaba el colinabo Sutton mejorado, un cultivar inglés, para las ovejas. En 1997, André Dubourg seguía recomendando el colinabo, de fácil cultivo, como forraje especialmente interesante para cabras, vacas, cerdos y conejos (las hojas para los conejos).

### Alimentos que se combinan con el colirrábano
Existen algunos alimentos que se pueden combinar con el colirrábano para elaborar sopas, salsas o ensaladas. 

#### Alimentos que combinan bien
- Judía verde
- Guisantes
- Patatas
- Lechugas
- Puerro
- Rabanitos
- Remolacha
- Escorzonera (raíz negra) o nabo negro
- Raíz de apio
- Espárrago
- Espinacas
- Tomate
- Melón
- Zanahoria

#### Alimentos que no combinan bien
- Fresa
- Ajo
- Mostaza Sinapis alba
- Cebolla
- Roble

### Fermentación
El colinabo también se puede fermentar como el chucrut: se ralla y se pone en un frasco de conserva con 15 g de sal por kilo. Se envuélve bien y se ciérra con una tapa de goma. Después de dos días, comienza la fermentación y el colinabo rebosa un poco. Una vez terminada la fermentación, se limpia los frascos y se guárda hasta que se pueda consumir crudos o cocidos.

## Cultivo
Se trata de una planta con grandes capacidades de cultivo de carácter bienal. Acompaña fácilmente a los cultivos de cebollas, florece desde los meses de mayo a agosto y posee unas flores hermafroditas. La planta prefiere un suelo fresco, suelto y bien fertilizado. Se siembra a principios de primavera y después cada 15 días hasta mediados de verano para obtener una cosecha escalonada. En las zonas donde las temperaturas invernales rara vez descienden por debajo del punto de congelación, siembre cada 15 días a partir de finales del verano. En cuanto las plantas alcanzan unos 4 cm de altura, las hileras se entresacan a 30 cm. Las plantas pueden cultivarse en un huerto, al aire libre o en un túnel de plástico. En este caso, las plantas se trasplantan en la fase de 4-5 hojas.
Se debe sembrar a principios de la primavera (de marzo a agosto en el hemisferio norte). En países donde las temperaturas invernales rara vez bajan de cero, se debe sembrar cada dos semanas, comenzando en otoño, a finales de invierno y en primavera.
En cuanto las plantas alcancen unos 4 cm de altura, se aclara, se entresaca, las hileras a 30 cm. El cultivo requiere riego regular; de lo contrario, los nabos se volverán fibrosos. Se puede cultivar en huertos, al aire libre o bajo un túnel de plástico. Si es necesario, las plantas se trasplantan cuando tengan 4-5 hojas.
Según el cultivar, la cosecha se realiza de 2 a 3 meses después de la plantación, cuando los nabos hayan alcanzado el tamaño de una manzana pequeña (de 5 a 6 cm de diámetro). La cosecha debe realizarse a tiempo; de lo contrario, los tallos se volverán fibrosos.

### Potencial alelopático
El extracto de colinabo ha demostrado un mayor potencial alelopático que el de la coliflor. Su aplicación reduce la germinación y el crecimiento; a mayor concentración, actúa como herbicida e inhibe significativamente el crecimiento de malezas (2017).

## Galería de imágenes

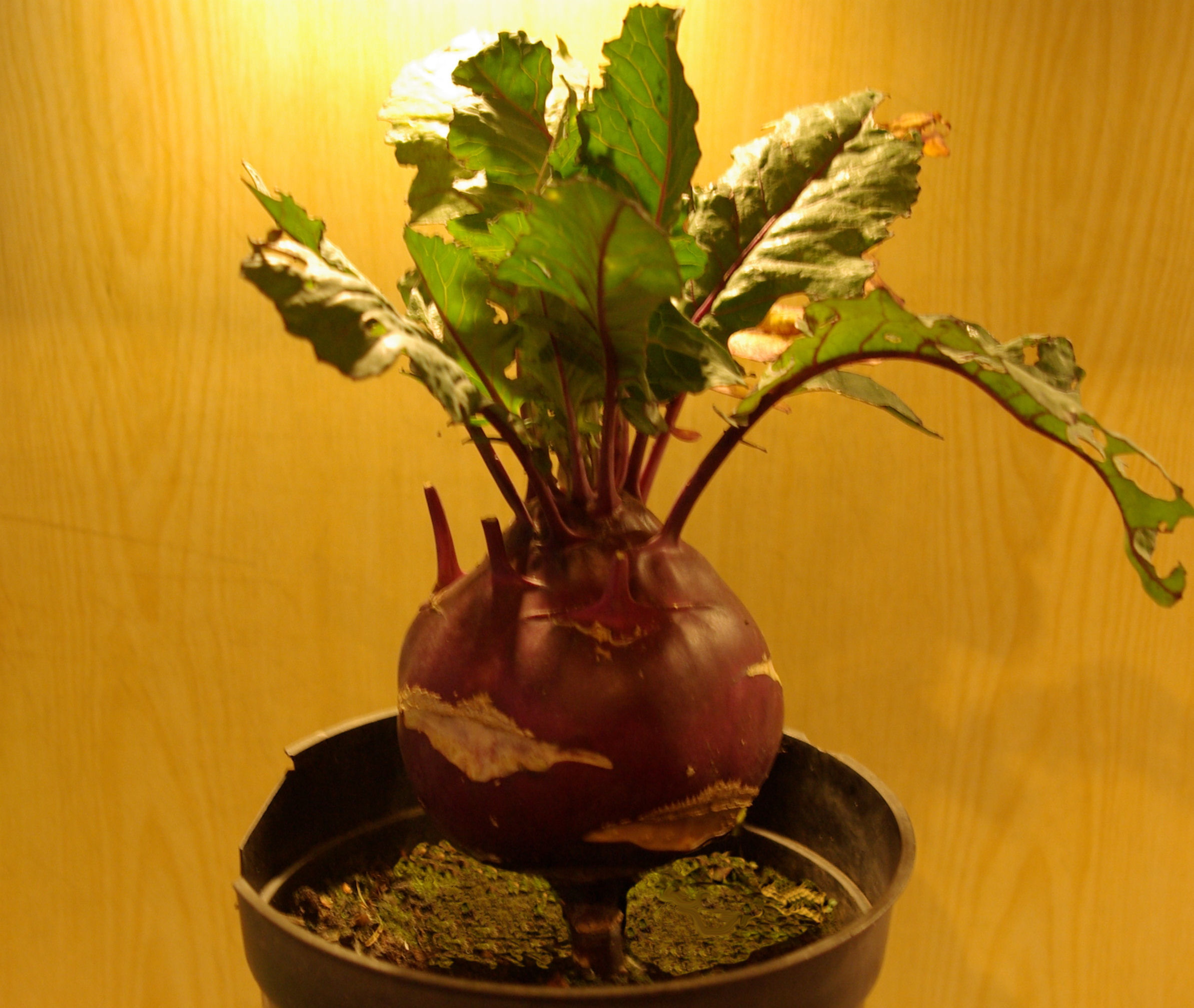
Colinabo cultivado en maceta
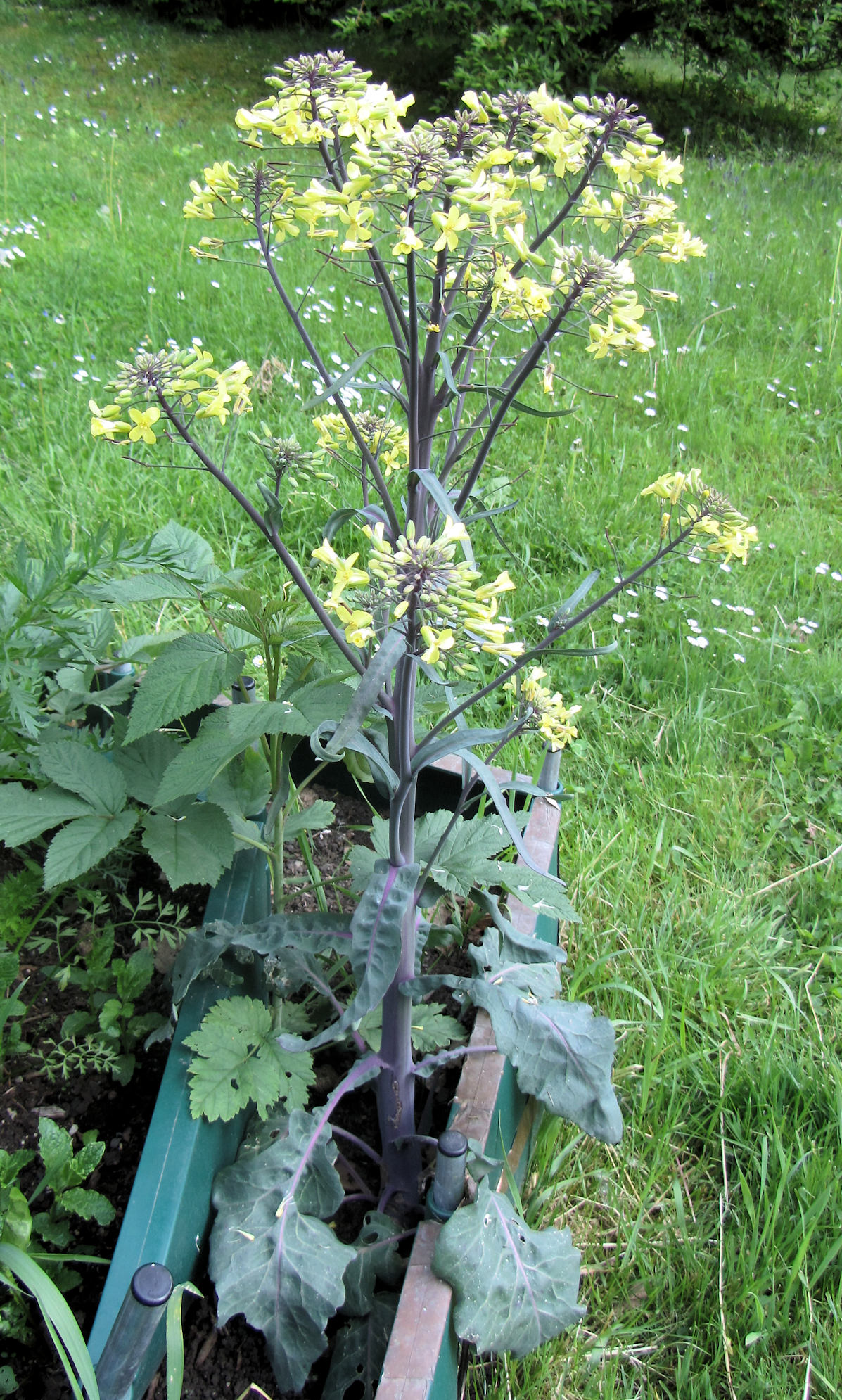
Planta en flor en el segundo año